# Bessenbach
Bessenbach är en kommun i Landkreis Aschaffenburg i Regierungsbezirk Unterfranken i förbundslandet Bayern i Tyskland.
Kommunen bildades 1 januari 1972 genom en sammanslagning av kommunerna Keilberg och Straßbessenbach och 1 januari 1978 uppgick Oberbessenbach i kommunen.